# Барингтон (Њу Џерзи)
Барингтон (енгл. Barrington) град је у америчкој савезној држави Њу Џерзи.

## Демографија
По попису из 2010. године број становника је 6.983, што је 101 (-1,4%) становника мање него 2000. године.
| Група             | 2000.         | 2010.         |
| Белци             | 6.411 (90,5%) | 6.040 (86,5%) |
| Афроамериканци    | 295 (4,2%)    | 358 (5,1%)    |
| Азијати           | 102 (1,4%)    | 118 (1,7%)    |
| Хиспаноамериканци | 201 (2,8%)    | 380 (5,4%)    |
| Укупно            | 7.084         | 6.983         |